# コラジン

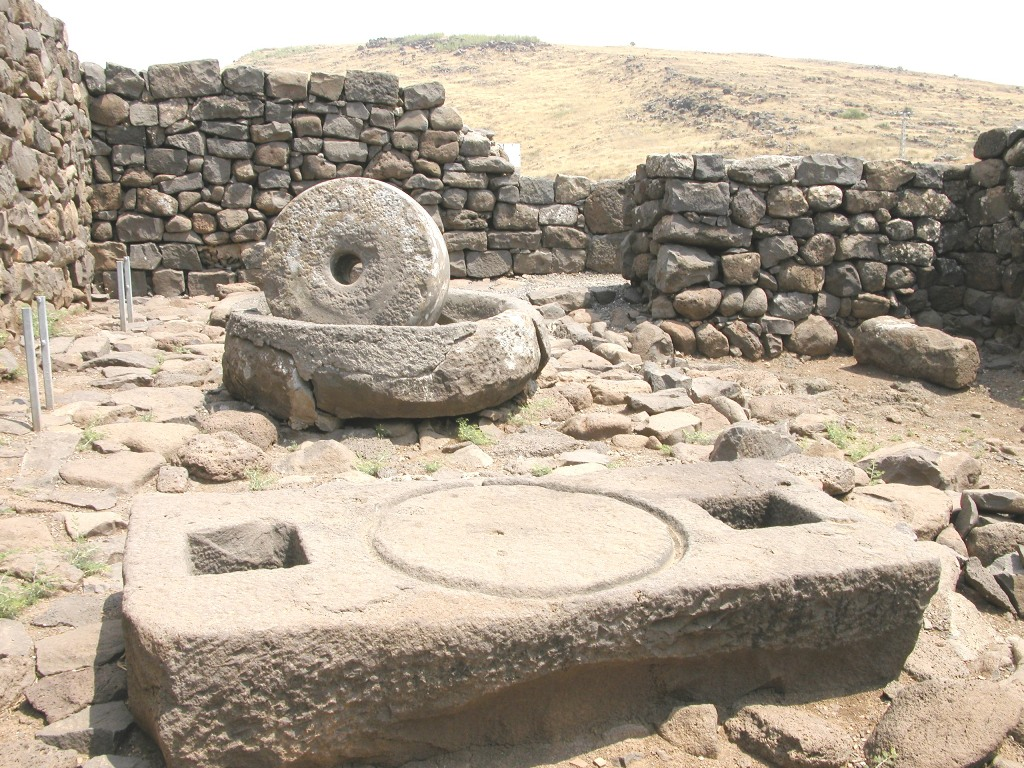
オリーブ油の圧搾所

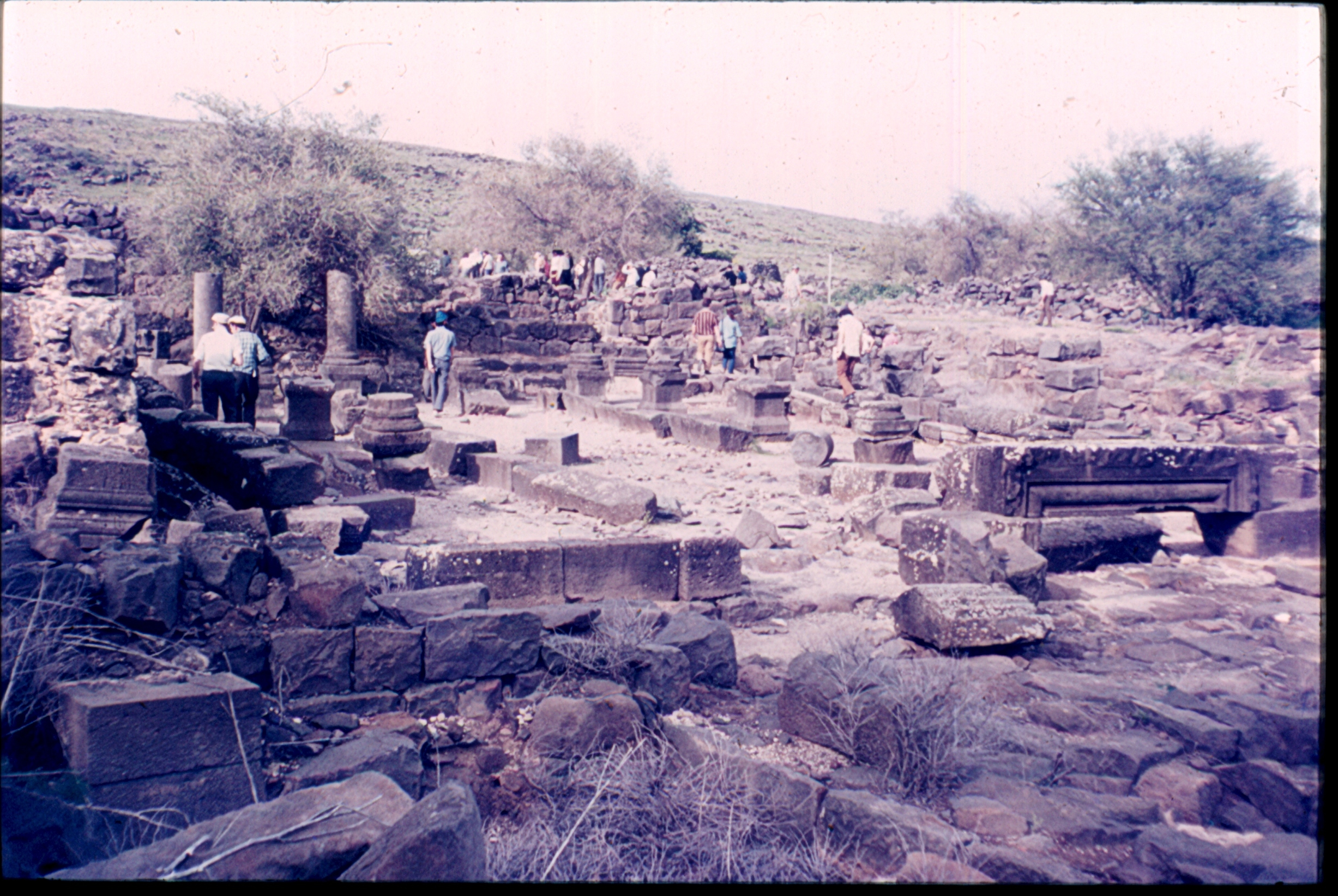
シナゴーグ

コラジン(英語:Chorazin)は新約聖書に登場するガリラヤの町の一つである。今日の大規模な廃墟キルベト・ケラゼであると同定される。
コラジンでイエスは伝道活動をしたが、この町の人々は、イエス・キリストを通してなされた奇跡的な働きを体験し、また福音に接したが、真の信仰には至らなかった。
そのためにベツサイダやカペナウムと並んで、イエスから厳しく叱責されている。コラジンには旧約聖書には登場しないが、タルムードやヒエロニムスの証言などから、かなり繁栄した町であったことが窺える。シナゴーグの遺構もキルベト・ケラゼに残っている。

## 参考文献

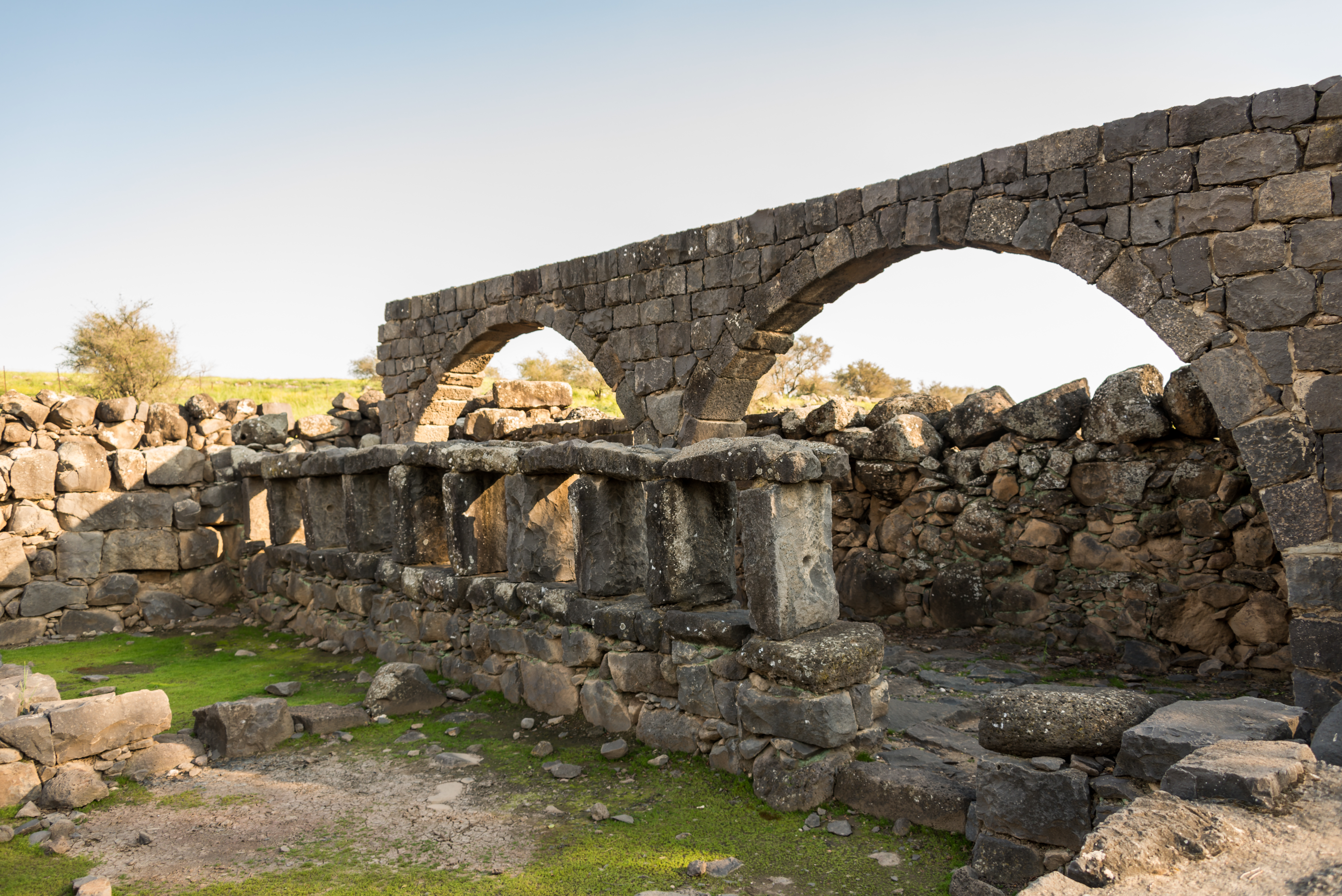
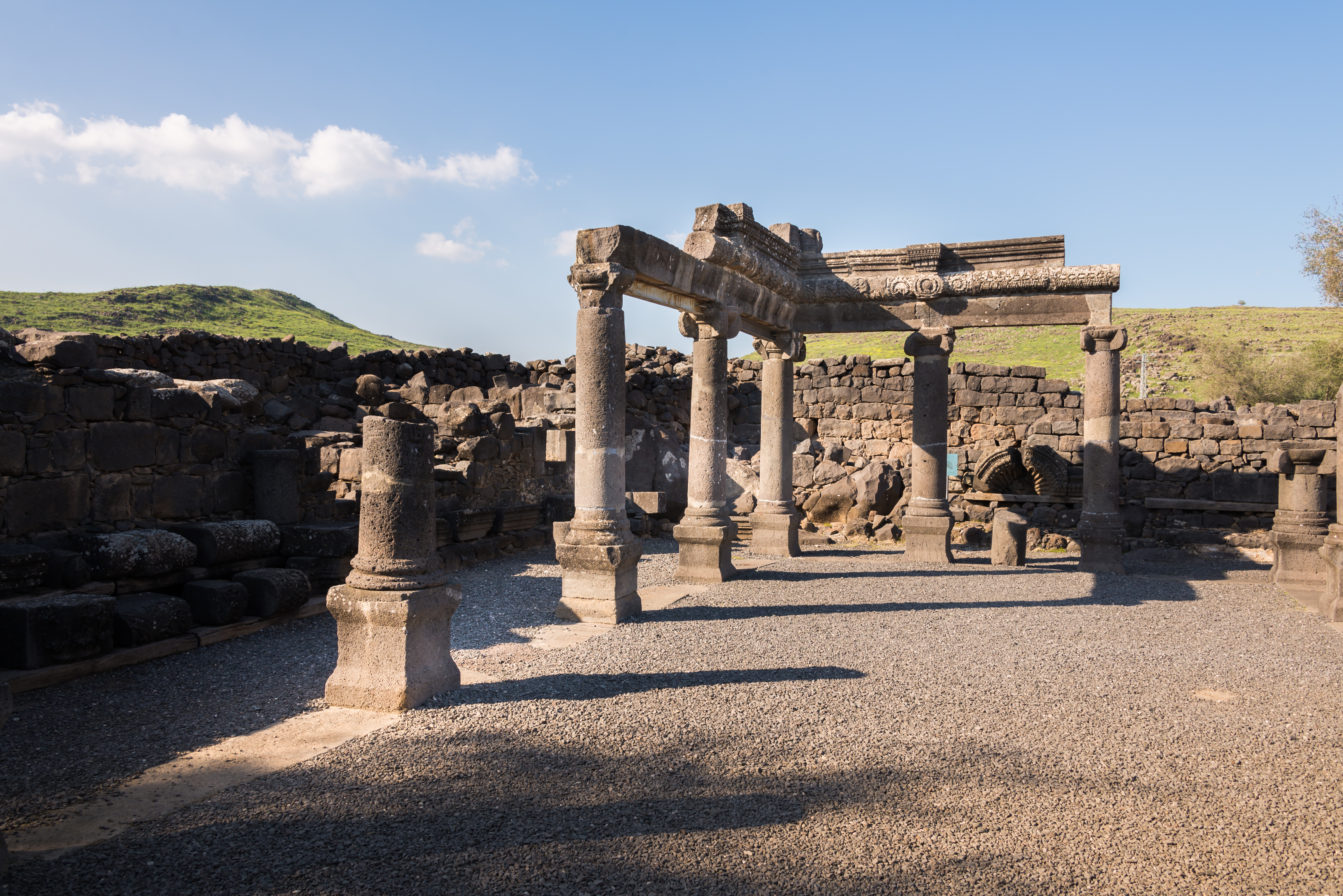